# La giostra dei campanelli/Cavallo Bebè
La giostra dei campanelli/Cavallo Bebè è uno split-single di Georgia Lepore e del gruppo I Mini-Mini, pubblicato dalla RCA (catalogo BB 6395) nel 1979.

## I brani

### La giostra dei campanelli
La giostra dei campanelli, presente sul lato A del disco, è un brano musicale inciso da Georgia Lepore come sigla della serie televisiva Le favole incatenate. Il brano è stato scritto e musicato da Sandro Tuminelli su arrangiamenti di Guido Cenciarelli e vede la partecipazione ai cori de I Nostri Figli di Nora Orlandi di cui la Lepore era membro prima di intraprendere una carriera solista.

### Cavallo Bebè
Cavallo Bebè, presente sul lato B del disco, è un brano musicale inciso dal gruppo I Mini-Mini, pseudonimo del coro I Nostri Figli di Nora Orlandi, come sigla della serie televisiva Le favole incatenate. Il brano è stato scritto da Franco Migliacci, Sandro Tuminelli, Jimmy Fontana e Flavio Carraresi, su arrangiamenti di Italo Greco.

## Tracce

### Lato A
1. Georgia Lepore – La giostra dei campanelli – 3:50

### Lato B
1. I Mini-Mini – Cavallo Bebè – 2:40